# Xciting S 400i ABS

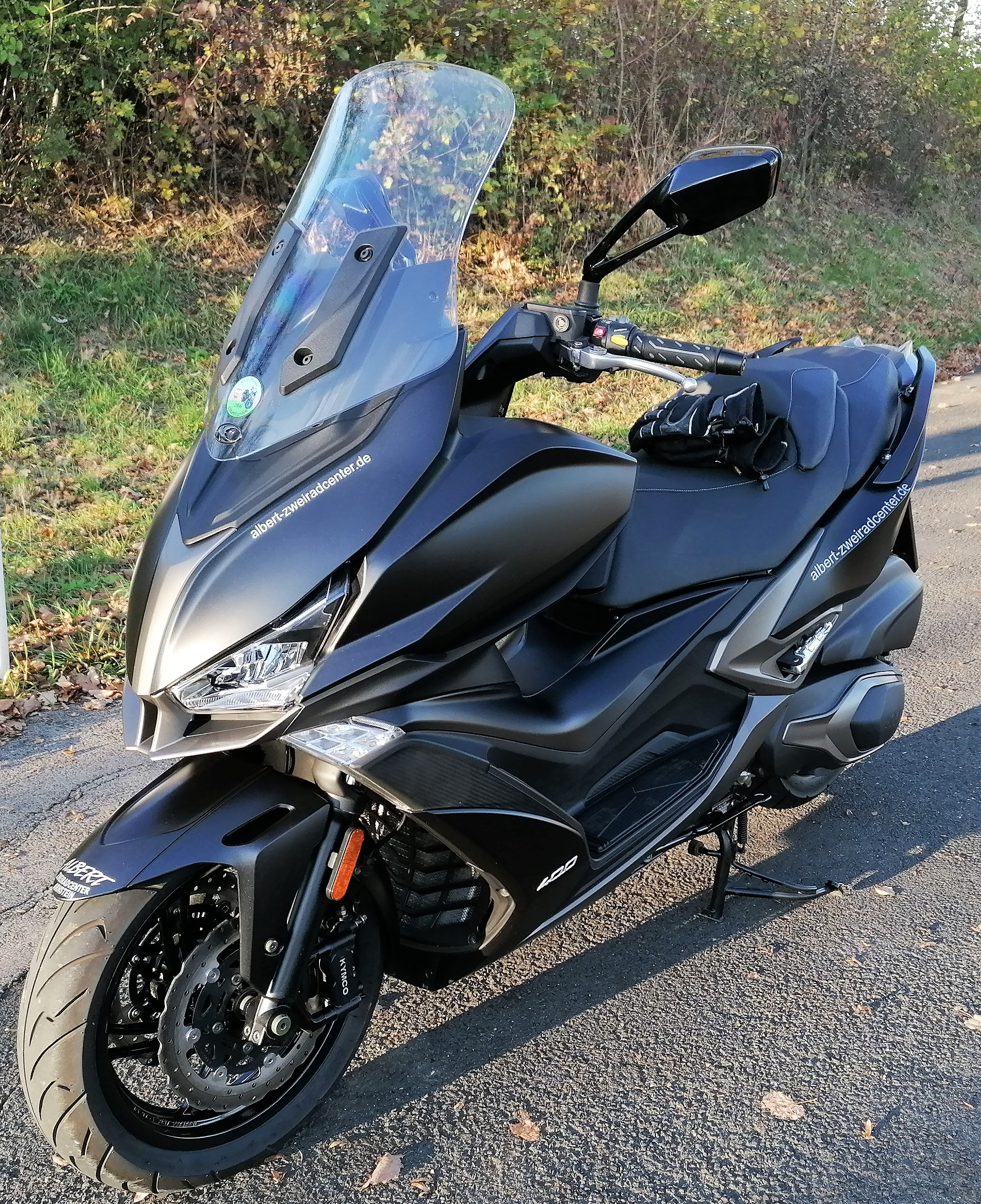
Xciting S 400i

Der Xciting S 400i ABS ist ein Motorroller des taiwanischen Herstellers Kymco (Kwang Yang Motor Corporation) und der Nachfolger des Xciting 400i. Der Roller ist mit einem Viertaktmotor mit 399 cm³ Hubraum und einem stufenlosen Automatikgetriebe ausgestattet.

## Beschreibung
Der Xciting S 400i hat ein Fahrwerk mit zwei Gabelbrücken an der Vordergabel (hydraulische Teleskopgabel). Das Hinterrad ist an einer Triebsatzschwinge aufgehängt. Der Motor ist ein Einzylinder-Viertaktmotor mit 399 cm³ Hubraum. Um beim Bremsen das Blockieren der Räder zu verhindern, ist ein Antiblockiersystem von Bosch eingebaut. Das Fahrzeug hat ein fest eingebautes Navigationssystem und kann mit Mobiltelefonen verbunden werden; zur Anzeige von Inhalten ist ein personalisierbarer Bildschirm eingebaut. Der Windschild kann in fünf Stufen höhenverstellt werden. Die Sitzbank ist geteilt, sie lässt sich über einen Schalter am Lenker oder mit Schlüssel über das Zündschloss öffnen. Zur weiteren Ausstattung gehören Scheinwerfer, Blinker und Rücklicht mit Leuchtdioden (LED), aber auch ein LED-Tagfahrlicht. Das linke der beiden Handschuhfächer ist mit einem USB-Anschluss ausgestattet.

## Technische Daten
Kymco Xciting S 400i ABS
- Maße: 2190 × 1344 × 799 mm (L × B × H)
- Masse: 213/378 kg (Fahrbereit/Gesamtgewicht)
- Tankinhalt: 12,5 l
- Motor: Einzylinderviertaktmotor (Ottomotor) mit Flüssigkeitskühlung, vier Ventilen und Saugrohreinspritzung
- Hubraum: 399 cm³
- Nennleistung: 26,5 kW (36 PS) bei 7500/min
- Starter: Elektrostarter
- Kupplung: Fliehkraft
- Getriebe: Stufenloses automatisches Keilriemengetriebe
- Federung vorne: hydraulische Teleskopgabel
- Federung hinten: Triebsatzschwinge, hydraulisch gedämpft (zwei Federbeine mit verstellbarer Federvorspannung)
- Bremsen vorne: zwei WAVE-Bremsscheiben mit 4-Kolben-Radialbremszange mit ABS, 280 mm
- Bremsen hinten: eine WAVE-Bremsscheibe mit ABS, 240 mm
- Reifen vorne: 120/70-15
- Reifen hinten: 150/70-14
- Abgaswerte: EURO 4 / Kraftstoffverbrauch (l/100 km) Ø 4,4 l; CO2-Emissionen 102 g/km